# Klarenbeek
Klarenbeek (dolnoněmecky Klanenbeek) je vesnice v Nizozemsku, v provincii Gelderland. Klarenbeek se nachází v obcích Apeldoorn a Voorst. Má 3500 obyvatel. V Klarenbeeku je nádraží (Station Klarenbeek) a muzeum (Haardplatenmuseum).